# 梨泰院殺人事件
《梨泰院杀人事件》（韓語：이태원 살인사건）是一部于2009年上映的韩国悬疑犯罪惊悚片，改编自1997年的梨泰院汉堡店杀人事件。该电影由洪基善执导，郑进永、张根硕、申承焕、吴光禄主演。

## 剧情概要
该片根据1997年4月3日发生在梨泰院汉堡店的真实杀人案，根据涉案人员的证词、调查研究和资料核实改编。但人物、情节、描述均为虚构。
1997年，大学生赵重弼被发现惨死在梨泰院一家汉堡王餐厅的卫生间，颈部被刺七刀，胸部被刺两刀。嫌疑人是两名美国籍青年，皮尔森和亚历克斯。在检方的调查过程中，皮尔森和亚历克斯互相指证对方是杀人凶手。在一次次审讯和开庭中，案件最终在证据不足的情况下结案。

## 演员阵容
- 郑进永 饰演 朴检察官
- 张根硕 饰演 Robert J. Pearson 罗伯特·皮尔森（人物原型：Arthur Patterson 亚瑟·帕特森）
- 申承焕 饰演 Alex "AJ" Jung 亚历克斯·郑（人物原型：Edward Lee 爱德华·李）
- 吴光禄 饰演 金律师
- 高昌锡 饰演 Alex的父亲
- 金仲基 饰演 一审法官
- 朴善宇 饰演 金侦探
- 宋永彰 饰演 首席检察官
- 金旻径 饰演 重弼的母亲
- 崔日和 饰演 重弼的父亲
- 朴修荣 饰演 崔科长
- 宋仲基 饰演 赵重弼
- 金彩恩 饰演 恩珠
- 赵成恩 饰演 南希
- 徐智媛 饰演 赵侦探
- 李明玉 饰演 朴检察官办公室职员
- 崔孝尚 饰演 李教授
- 朴振英 饰演 张律师
- 李应宰 饰演 法务官
- 郑东奎 饰演 最高法院法官
- 郑云鲜 饰演 重弼的姐姐
- 郑永燮 饰演 重弼的姐夫
- 陈庆 饰演 朴检察官的妻子
- 李志吴 饰演 朴智午
- 朴罗莎 饰演 朴智善

## 反响
随着电影的上映，要求将凶手绳之以法的舆论日益高涨，韩国检方在发现足以证明帕特森是凶手的DNA证据后重启了此案。检察部门于2009年12月15日向法务部请求引渡亚瑟·帕特森。2011年6月，帕特森被美国警方逮捕，2015年9月被引渡回韩国受审。2016年1月，帕特森一审以谋杀罪被判处20年有期徒刑。2017年1月，韩国最高法院确认维持原判。

## 外部连结
- NAVER上《梨泰院杀人事件》的资料
- Daum上《梨泰院杀人事件》的资料
- 韩国电影数据库（KMDb）上《梨泰院殺人事件》的資料
- 互联网电影数据库（IMDb）上《梨泰院殺人事件》的资料（英文）